# Rangau-Randweg
Der Rangau-Randweg (FAV 004) ist ein Fernwanderweg von Forchheim in Oberfranken nach Pleinfeld in Mittelfranken. Er ist 164,4 km lang. Der Weg führt durch das Rangau, die Frankenhöhe und das obere Altmühltal bis zum Fränkischen Seenland. Ein großer Teil des Fernwegs liegt im Naturpark Frankenhöhe.
Markiert wird der Verlauf mit dem Wegzeichen „gelber Balken auf weißem Grund“. Betreut wird der Weg vom Fränkischen Albverein.
Der Wanderweg startet in Forchheim und führt in östlicher Richtung zum Weihergebiet bei Mohrhof. Oberhalb der Aisch führt der Weg nach Neustadt und zur Burg Hoheneck im Naturpark Frankenhöhe. Der Weg quert den Oberlauf der Zenn bei Obernzenn und der Fränkischen Rezat bei Oberdachstetten. Über die Europäische Wasserscheide geht es bei Colmberg zur noch jungen Altmühl. Ab Leutershausen folgt der Weg dem Altmühltal nach Herrieden, Sommersdorf und Ornbau bis zum Altmühlsee im Fränkischen Seenland. Auf dem Weg zum Brombachsee wird die Wasserscheide erneut gequert. Über Absberg geht es auf der Südseite am See entlang zum Zielort Pleinfeld.

## Streckenverlauf
- Forchheim (Bahnhof)
- Hemhofen (Schloss Hemhofen)
- Poppenwind (Weihergebiet bei Mohrhof)
- Neustadt an der Aisch (Naturpark Frankenhöhe, Bahnhof)
- Bühlberg (Burg Hoheneck)
- Obernzenn (Blaues und Rotes Schloss, Zenn)
- Oberdachstetten (Fränkische Rezat, Bahnhof)
- Colmberg (Burg Colmberg)
- Leutershausen (Altmühl, Bahnhof)
- Herrieden
- Sommersdorf (Schloss Sommersdorf)
- Ornbau (Altmühlbrücke)
- Muhr am See (Altmühlsee, Bahnhof)
- Absberg (Brombachsee)
- Ramsberg am Brombachsee
- Pleinfeld (Bahnhof)